# Leń jeziorowy
Leń jeziorowy, leń jeziorny (Sarcocheilichthys lacustris) – gatunek słodkowodnej ryby z rodziny karpiowatych (Cyprinidae).

## Występowanie
Zasiedla dorzecze Amuru.

## Charakterystyka
Ciało wysokie, lekko bocznie ścieśnione. Dolna warga jest zrogowaciała. Zęby gardłowe ułożone w jednym lub dwóch rzędach. Samce w okresie tarła przybierają jaskrawe ubarwienie, a na ich głowie pojawiają się rogowe brodawki. U samic pojawia się krótkie pokładełko. Dorasta do 28 cm długości.

## Znaczenie gospodarcze
Bywa poławiany w niewielkich ilościach wraz z innymi rybami.